# Tetraedran
Tetraedran je hypotetický platónský uhlovodík se vzorcem C4H4, s molekulou ve tvaru čtyřstěnu. V důsledku značného úhlového napětí se jej dosud (2023) nepodařilo připravit, je ale známo několik jeho derivátů.
Jako tetraedrany se také označují jiné molekuly a ionty s obdobnou strukturou, například bílý fosfor.

## Organické tetraedrany
V roce 1978 připravil Günther Maier tetra-terc-butyltetraedran. Terc-butylové (t-Bu) skupiny obklopují tetraedranové jádro a brání jeho rozpadu, který by tyto substituenty posunul blíže k sobě, což by vytvořilo Van der Waalsovo napětí.
Nesubstituovaný tetraedran nebyl připraven, přestože by měl být kineticky stálý. Jeden z pokusů o přípravu byl založen na reakci propenu s atomárním uhlíkem.
Uzavření molekuly tetraedranu uvnitř klece fullerenu bylo dosaženo pouze teoreticky.
Stechiometrie a značné úhlové napětí dodávají tetranitrotetraedranu možné využití jako výbušniny. Na základě kvantové chemie byly vypočítány některé jeho vlastnosti.

### Tetra-terc-butyltetraedran
První příprava tetra-terc-butyltetraedranu začínala cykloadicí alkynu na terc-butylovaný maleinanhydrid, po které následoval přesmyk za současného odštěpení oxidu uhličitého a vzniku cyklopentadienonu. Cyklopentadienon byl následně bromován, po čemž následovalo napojení čtvrté t-Bu skupiny. Fotochemickou cheletropní reakcí se z ;dienonu vytvořil konečný produkt.
Zahříváním tetra-terc-butyltetraedranu se vytváří tetra-terc-butylovaný cyklobutadien.
Hledání vhodných podmínek pro uvedené reakce trvalo několik roků, například příprava tetrakis(t-butyl)cyklopentadienonu z tris(t-butyl)bromcyklopentadienonu byla úspěšně provedena po více než 50 pokusech.

Příprava tetra-terc-butyl-tetraedranu

Později byl nalezen jiný způsob přípravy, ve kterém byla posledním krokem fotolýza cyklopropenylovaného diazomethanu, při které vznikal výsledný produkt přes tetrakis(terc-butyl)cyklobutadien:

Novější příprava tetra-terc-butyl-tetraedranu

### Tetrakis(trimethylsilyl)tetraedran

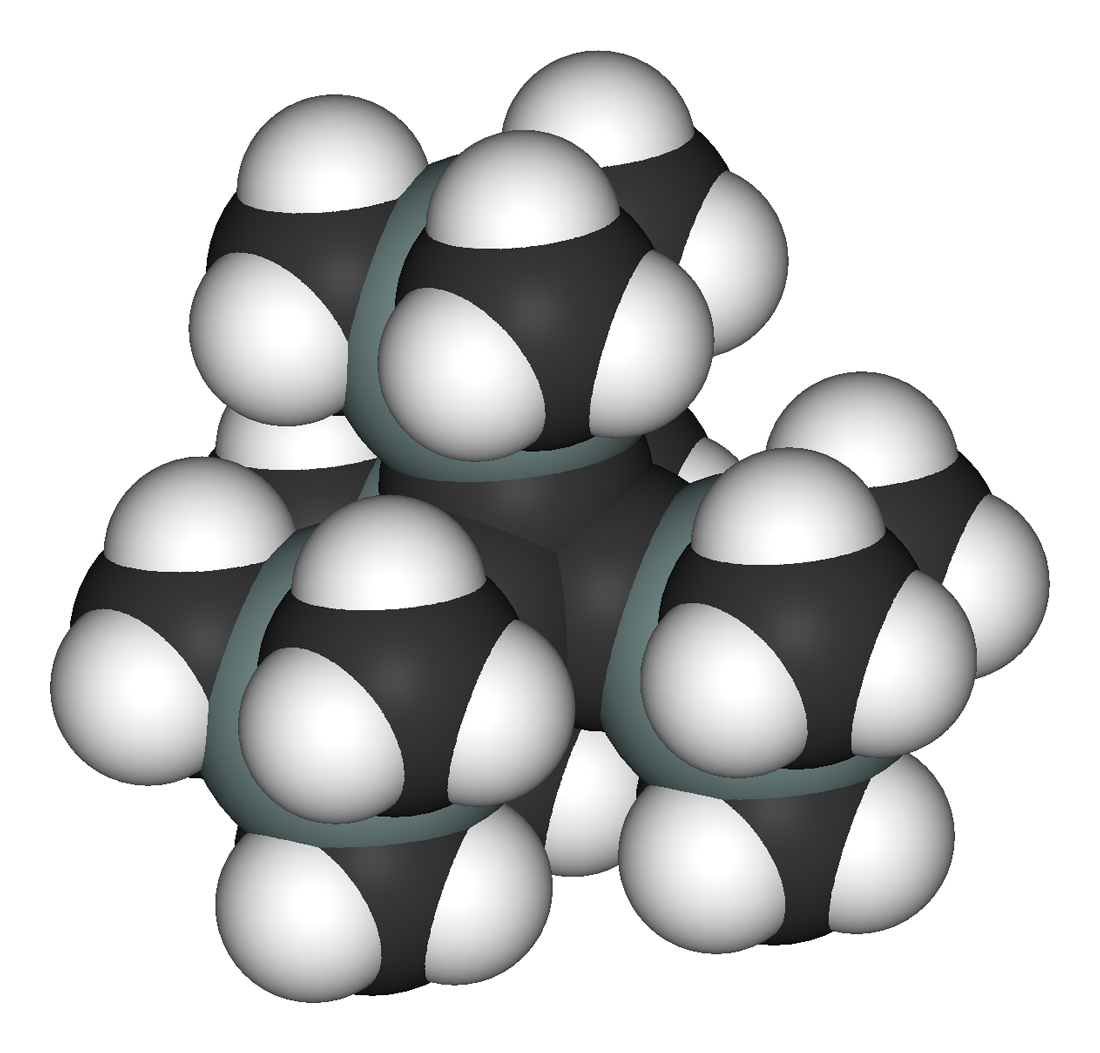
Tetrakis(trimethylsilyl)tetraedran je poměrně stálý

Příprava tetrakis(trimethylsilyl)tetraedranu a jeho dimeru

Tetrakis(trimethylsilyl)tetraedran, výrazně stálejší než příslušný terc-butylový derivát, lze připravit reakcí cyklobutadienu s tris(pentafluorfenyl)boranem. Kovalentní vazba Si-C je delší než C–C. Sloučenina má teplotu tání 202 °C a je stálá až do 300 °C, kdy se rozkládá na bis(trimethylsilyl)acetylen.
Reakce tetrakis(trimethylsilyl)tetraedranu s methyllithiem vytváří tetraedranyllithium; reakcemi s touto sloučeninou vznikají složitější struktury.
Popsán byl také bis(tetraedran).

## Tetraedrany s neuhlíkatými jádry
Tetrasilatetraedrany mají jádra tvořená čtyřmi atomy křemíku. Vazby Si-Si mají délku 235 pm a struktura je obklopena 16 trimethylsilylovými skupinami, které zajišťují stabilitu. Silatetrahedrany lze redukovat draselným interkalátem grafitu na tetrasilatetraedranidy draselné; jejich anionty postrádají silylové substituenty u jednoho z atomů křemíku, které tak získávají záporný náboj. Draselný kation lze zachytit crown etherem, takto vzniklý komplex má draselný kation a silylový anion od sebe vzdáleny 885 pm. Jedna z vazeb Si−–Si má nově délku 272 pm a čtyřvazný křemík této vazby má obrácenou tetraedrickou geometrii. Čtveřice atomů Si je pro NMR spektroskopii ekvivalentní, protože se silylové skupiny přesunují mezi jednotlivými místy této klecovité struktury.

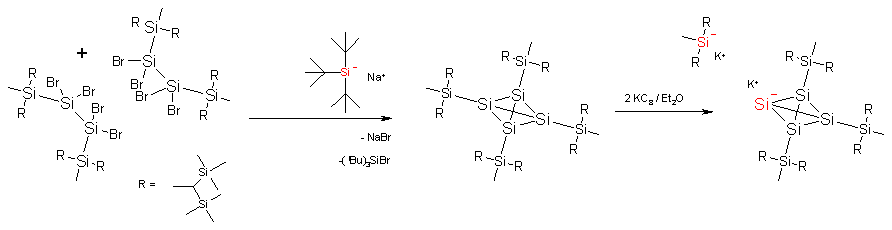
Tetrasilatetraedran

Pokusy o dimerizaci, pozorovanou u uhlíkatých tetraedranů, proběhly i u tetrasilatetraedranu. Jádro molekuly produktu je chráněno čtyřmi „supersilylovými“ skupinami, kde jsou na každý atom křemíku napojeny tři terc-butyly.

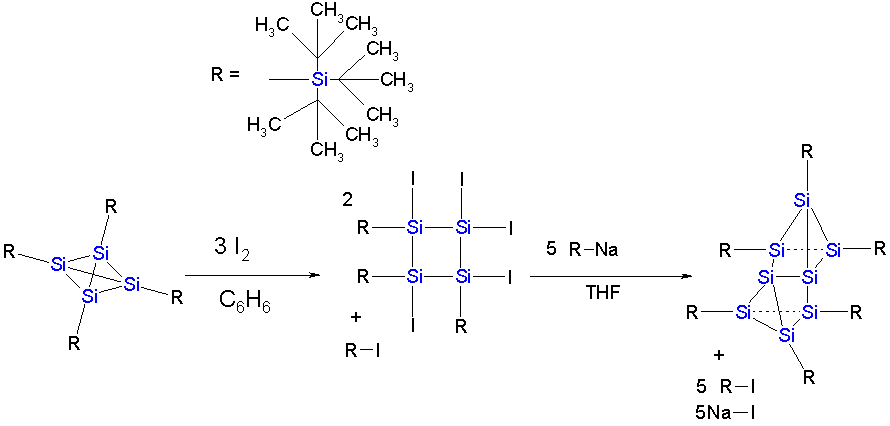

## Anorganické a organokovové tetraedrany

Struktura [InC(tms)_{3}]_{4}, tetraedranu obsahujícího In_{4} jádro (tmavě šedá = In, oranžová = Si).

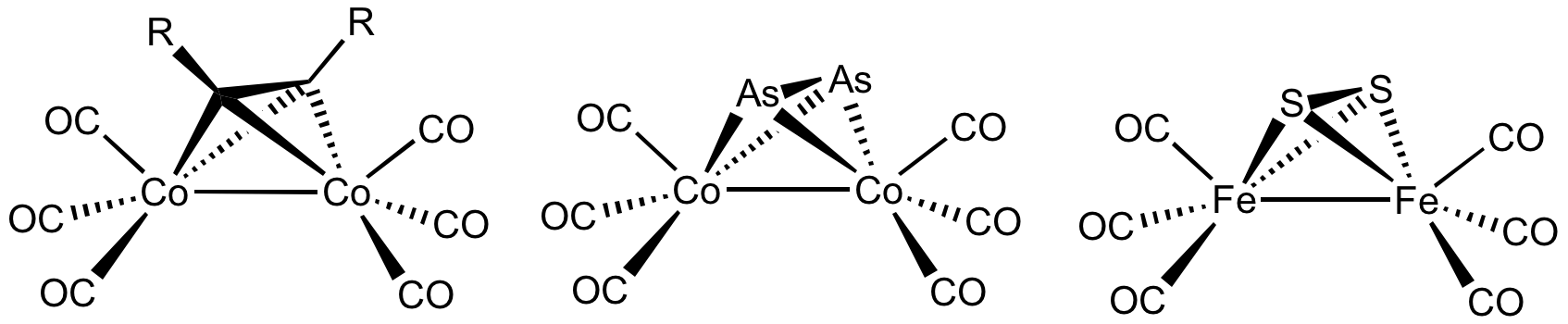
Příklady kovových shluků se čtyřstěnnými jádry, také označovaných jako tetraedrany

Strukturu podobnou tetraedranu mají také bílý fosfor (P4) a žlutý arsen (As4), a některé karbonyly kovů, například dodekakarbonyl tetrarhodia.
Jsou známé též metalatetraedrany, obsahující jeden atom kovu (nebo fosforu) spojené s cyklopropylovými trianionty.